# Carlos Weber
Carlos Javier Weber (Buenos Aires, 6 gennaio 1966) è un allenatore di pallavolo ed ex pallavolista argentino, di ruolo palleggiatore, tecnico dell'AZS Olsztyn.

## Carriera

### Giocatore

#### Club
La carriera di Carlos Weber ha inizio nel 1975 con il River Plate. Negli anni seguenti rimane in Argentina giocando per il GEBA e per il Club Sportivo Italiano.
Nella stagione 1988-89 gioca per la prima volta all'estero, giocando per il Palermo e, sempre rimanendo in Italia, per il Lupi Santa Croce, per il Prato, per il San Giorgio Mestre e per il Napoli.
Dopo una stagione passata in Argentina, nel Vélez Sarsfield, passa nella stagione 1995-1996 nel Frigorífico Chapecó.
Dopo una brevi parentesi nel Vélez Sarsfield, ritorna in Brasile nella stagione 1997-1998 giocando per l'Ulbra con cui vincerà due campionati brasiliani.
Chiude la sua carriera nella stagione 2001-02 con l'Unisul.

#### Nazionale
Nel 1988, con la nazionale, vince la medaglia di bronzo ai Giochi olimpici in compagnia di giocatori come Waldo Kantor, Daniel Castellani, Jon Uriarte e Raúl Quiroga.
Con la sua nazionale ha vinto una medaglie d'oro ai Giochi panamericani del 1995. Ottiene, inoltre, cinque medaglie d'argento ai campionati sudamericani.

### Allenatore
Incomincia la sua carriera d'allenatore nell'Unisul con cui vincerà un campionato brasiliano.
Nella stagione 2005-06 passa al Panathīnaïkos, con cui vincerà un campionato greco. La stagione seguente passa al Bolívar con cui vincerà quattro campionati argentini, quattro coppe ACLAV, una coppa Máster e un Torneo Súper 8. Nel 2008 allena, con il doppio incarico, la nazionale argentina maschile con cui vincerà tre medaglie d'argento ai campionati sudamericani.
Nella stagione 2013-14 allena la Dinamo Krasnodar. La stagione seguente ritorna ad allenare il Bolívar, con cui vince un altro campionato argentino e una coppa Máster.
Nella stagione 2020-21 ritorna in Brasile, andando a sostituire Renan Dal Zotto sulla panchina della Funvic, con cui vince la Supercoppa brasiliana e lo scudetto. Inizia la stagione seguente sempre col brasiliano, che tuttavia lascia nel dicembre 2021, accasandosi subito dopo coi polacchi dell'AZS Olsztyn, in Polska Liga Siatkówki, per il resto dell'annata.

## Palmarès

### Giocatore

#### Club
- Campionato brasiliano: 3

1997-98, 1998-99, 2020-21
- Coppa del Brasile: 1

2002
- Supercoppa brasiliana: 1

2020

#### Nazionale (competizioni minori)
- Giochi panamericani 1991
- Giochi panamericani 1995

### Allenatore

#### Club
- Campionato brasiliano: 1

2003-04
- Campionato greco: 1

2005-06
- Campionato argentino: 5

2006-07, 2007-08, 2008-09, 2009-10, 2016-17
- Coppa ACLAV: 4

2006, 2007, 2008, 2009
- Coppa Máster: 2

2012, 2015
- Torneo Súper 8: 1

2008
- Campionato sudamericano per club: 1

2010

### Premi Individuali
- 1998 - Superliga: Miglior giocatore straniero
- 1999 - Superliga: Miglior giocatore straniero
- 2000 - Superliga: Miglior giocatore straniero
- 2001 - Superliga: Miglior giocatore straniero
- 2004 - Superliga: Miglior allenatore
- 2021 - Superliga Série A: Miglior allenatore